# نظریه پردازش دوگانه
نظریه‌ی پردازش دوگانه (به انگلیسی: Dual process theory) نظریه‌ای در روان‌شناسی است که می‌گوید، ذهنِ ما از دو سیستمِ مجزا و متفاوت تشکیل شده است. یکی از این دو سیستم، سیستمی است که پردازش‌هایِ آن ناخودآگاه و ضمنی (اتوماتیک) هستند و دیگری سیستمی است که فرایندهایِ آن خودآگاه و صریح (کنترل‌شده). نظریه‌ی پردازشِ دوگانه تلاش می‌کند که نشان دهد چگونه این دو سیستمِ متفاوت می‌توانند در کنارِ هم رفتارها و حالت‌هایِ ذهنیِ ما را کنترل کنند.

پردازش‌هایِ صریح که شکلِ زبانی دارند با تمرین کردن یا آموزش دیدن، می‌توانند تغییر کنند و بنابراین این فرایندها از شخص تا شخص با هم تفاوت می‌کنند. در سمتِ دیگر، پردازش‌هایِ ضمنی، بسیار سخت تحتِ تاثیرِ آموزش‌ها، فرهنگ‌ها یا زبان‌هایِ مختلف قرار می‌گیرند و بنابراین در انسان‌هایِ مختلف، فرایندهایِ ضمنیِ تقریباً  یکسانی را مشاهده می‌کنیم.
در ذهن انسان‌ها دو سیستم مجزا برای رویارویی با مسائل وجود دارد. اقتصاددانی به نام دانیل کانمن برای سهولت نام این دو سیستم را سیستم ۱ و سیستم ۲ گذاشت.
کانمن نشان داد که سیستم ۱ به تنبلی گرایش دارد و دوست دارد به سرعت داده‌ها را کنار هم بچیند و به نتیجه برسد.
اما سیستم ۲ سیستمی است که مکث می‌کند. مثلا اگر از شما بخواهند ۱۷ را در ۲۴ ضرب کنید شما از سیستم ۲ که یک سیستم بررسی کننده است استفاده می‌کنید.
کانمن در کتاب خود، «تفکر، سریع و کند» می‌نویسد: «سیستم ۱ بر شواهد موجود تاکید دارد و شواهد ناموجود را نادیده می‌گیرد (آنچه می‌بیند همه‌ی چیزی است که هست).» 
«سیستم ۱ به صورت خودکار و سریع، بدون نیاز به تلاش زیاد یا کنترل خود خواسته عمل می کند. سیستم ۲ یعنی همان تفکر کند به فعالیت‌های ذهنی نیازمند تلاش، مانند محاسبات پیچیده، معطوف می‌شود.» 